# Duque de Sevilha

Brasão de Armas de todos os ducados da Espanha mantidos pela Casa de Bourbon

Duque de Sevilha é um título de nobreza espanhola concedido em 1823 pelo rei Fernando VII da Espanha ao seu sobrinho, o infante Henrique da Espanha . Os Duques de Sevilha são membros do ramo espanhol da Casa de Bourbon e também são Grandes da Espanha.
Desde 22 de outubro de 1968, o titular do título ducal é Dom Francisco de Bourbon y Escasany, V Duque de Sevilha.

## Lista de detentores do título
|                                         | Titular do título                                                                                           | Período                                   | Cônjuge |                                         |
| Criado pelo Rei Fernando VII da Espanha | Criado pelo Rei Fernando VII da Espanha                                                                     | Criado pelo Rei Fernando VII da Espanha   | Criado pelo Rei Fernando VII da Espanha | Criado pelo Rei Fernando VII da Espanha |
| --------------------------------------- | --- | ----------------------------------------- | --- | --------------------------------------- |
| I                                       | Infante Henrique da Espanha b. 17 de abril de 1823, m. 12 de março de 1870                                  | 17 de abril de 1823 – 12 de março de 1870 | Elena Maria de Castellvi e Shelly n. 16 de outubro de 1821, m. 29 de dezembro de 1863, consorte de 6 de maio de 1847 a 29 de dezembro de 1863. |                                         |
| II                                      | Enrique de Borbón y Castellví, II Duque de Sevilha b. 3 de outubro de 1848, falecido em 12 de julho de 1894 | 12 de março de 1870 – 12 de julho de 1894 | Desfile de Joséphine b. 12 de abril de 1840, falecido em 20 de outubro de 1939, consorte de 5 de novembro de 1870 a 12 de julho de 1894. |                                         |
| III                                     | María Luisa de Borbón y Parade es, III Duquesa de Sevilha n. 4 de abril de 1868, m. 10 de junho de 1949     | 12 de julho de 1894 – 1919                | Juan Lorenzo Francisco de Monclús y Cabanellas b. 9 de agosto de 1862, falecido em 13 de dezembro de 1918, consorte de 25 de julho de 1894 a 13 de dezembro de 1918. |                                         |
| IV                                      | Enriqueta de Borbón y Parade, IV Duquesa de Sevilha b. 28 de junho de 1885/1888, d. 28 de outubro de 1967   | 1919 – 28 de outubro de 1967              | Francisco de Borbón e de la Torre b. 16 de janeiro de 1882, falecido em 6 de dezembro de 1952, consorte de 21 de agosto de 1907 a 6 de dezembro de 1952. |                                         |
| V                                       | Francisco de Borbón y Escasany, V Duque de Sevilha b. 16 de novembro de 1943                                | 22 de outubro de 1968 – presente          | 1. Condessa Beatrice Wilhelmine Paula von Hardenberg { de } n. 28 de junho de 1947, m. 14 de março de 2020, consorte 7 de julho de 1973 - 1989. 2. Isabelle Karanitsch b. 23 de novembro de 1959, consorte 19 de outubro de 1991 - divórcio em 1993/4. 3. Maria de los Ángeles de Vargas-Zúñiga e Juanes b. 1954, consorte 2 de setembro de 2000 - presente. |                                         |